# Diari d'un psicoanalista
Diari d'un psicoanalista és un collage, obra d'Antoni Garcia i Lamolla. És considerat, junt amb L'espectre de les tres gràcies dins l'aura subtil, una de les obres més reeixides de l'artista lleidatà, incorporada a la col·lecció del Museu d'Art Jaume Morera de Lleida l'any 2005, quan la família en feu donació coincidint amb la compra de nou obres per part de l'Ajuntament.
L'obra respon a un plantejament absolutament subversiu amb relació a l'obra anterior de Lamolla, tot i que no va trobar continuïtat perquè l'artista va apostar per treballar estrictament la pintura. Deutor dels papiers collés dels pintors cubistes, que enriquien les seves pintures amb peces de paper, tela i altres elements amb la forma de l'objecte que volien representar. Sobre un fons de cartolina negra, Lamolla incorpora una silueta humana sense cap —que remet al maniquí, un recurs iconogràfic propi del surrealisme—, retallada en paper d'un diari de sessions del parlament espanyol. Sobre aquest tors, s'hi observen diversos elements, traçats amb guaix i carbonet: en primer terme s'identifica un rostre de perfil, que a la vegada sembla el tors obert, dins del qual, sobre una graella, se situa un altre rostre de dimensions més reduïdes i una forma orgànica blanca, amb unes ramificacions al seu interior, que podria fer referència als pulmons. Aquests elements són acompanyats d'una sèrie d'elements simbòlics de caràcter oníric, com una esfera sobre el sexe de la figura humana, una forma orgànica vermella a l'engonal esquerre, una mà vermella foradada i un escaire foradat al fons de l'obra, darrere el maniquí.